# Краљ Цигана
Титула Краљ Цигана је током векова присвајана или давана бројним људима.
Титула је и културно и географски специфична. Може се наследити, стећи акламацијом или акцијом или једноставно самопрогласити.
Обим моћи која долази са титулом је варирао; може бити ограничен на малу групу на одређеном месту или много људи на великим подручјима. У неким случајевима тврдња је очигледно била вежба односа са јавношћу. Пошто се термин Цигани такође користи на много различитих начина, Краљ Цигана може бити неко ко нема никакве везе са Ромима.
Такође је сугерисано да је на местима где су њихове злочине помно гониле локалне власти, „краљ Цигана“ појединац, обично нижег статуса, који себе ставља у ризичан положај ад хок посредника између Рома и „гађе“ (нерома). Хапшење таквог „краља“ ограничивало је кривичну одговорност Рома.